# Bruce Hornsby

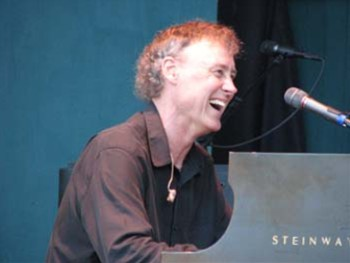
Bruce Hornsby el 2006

Bruce Randall Hornsby (Williamsburg, 23 de novembre de 1954) és un cantant, pianista i compositor estatunidenc. Es feu famós internacional amb el títol "The Way It Is" amb el seu grup Bruce Hornsby and the Range. La seva música és bastant eclèctica i mescla elements clàssics, de jazz, bluegrass, folk, Motown, rock i blues entre d'altres.
Per la seva trajectòria i producció musical el cantant virginià obtingué diversos premis com el Grammy al millor nou artista el 1987 amb els seus companys de Bruce Hornsby and the Range, el premi Grammy de millor enregistrament Bluegrass el 1990, i el Grammy de millor música pop instrumental el 1993.
Va col·laborar amb els Grateful Dead i va ser un membre de la formació entre el setembre de 1990 i el març de 1992.

## Discografia

### Bruce Hornsby and The Range
- The Way It Is (1986)
- The Way It Is Tour (1986–1987) (1987)
- Scenes from the Southside (1988)
- A Night on the Town (1990)

### Com a solista
- Harbor Lights (1993)
- Hot House (1995)
- Spirit Trail (1998)
- Piano Jazz, Marian McPartland / Bruce Hornsby (2005)
- Intersections (1985–2005) (2006)
- Solo Concerts (2014)
- Absolute Zero (2019)